# الرفايع (الخرج)
الرفايع، قرية من قرى محافظة الخرج، والتابعة لمنطقة الرياض في السعودية. وتبعد الرفايع عن محافظة الخرج بمسافة تقارب 20 كم.

## أثار الرفايع
تحتوي الرفايع على منشأت متنوعة، من بينها المنشأت الحجرية، وقد حُول الآن بالكامل إلى مخططات سكنية، ويعود وجود الأنسان في هذا الموقع إلى ماقبل ثمانية عشر ألف سنة حسب ما أفادت بذلك تحاليل المواد العضوية التي نشرتها وكالة الآثار والمتاحف، ويوجد في هذا الموقع أيضاً منشأة دائرية يصل قطرها إلى أكثر من عشرين متراً، وقد سادها التخريب بعد أن جرفت الآلات الحديثة بعضه منه بينما البعض الآخر تهدم أكثر اجزائه، ولكنها لا زالت تحتفظ بدماكين أو ثلاثة من جدارها مرصوصة بألواح حجرية غير متساوية القطع، بينما الدائرة كانت تحتوي على منشأة ركامية حجرية أخرى أصغر حجماً حيث كانت تُستخدم لدفن الموتى.

## انظر ايضاً
- الخرج
- السلمية
- الدلم

## وصلات خارجية
- اكتشاف مواقع أثرية في الخرج عمرها 100 ألف عام.